# Sennariolo
Sennariolo (sardinsky: Sinnarìolo) je italská obec (comune) v provincii Oristano v regionu Sardinie. Nachází se ve výšce 274 metrů nad mořem a má 156 obyvatel. Rozloha obce je 15,61 km².